# Sợi mành (dệt)

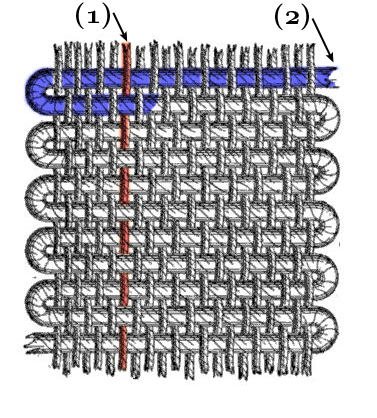
Sơ đồ sợi mắc (1-màu đỏ) và sợi mành (2-màu xanh lam) trên khung dệt

Sợi mành hay sợi ngang là tên gọi sợi trên khung dệt luồn theo chiều ngang của khúc vải đan qua những sợi dọc, tức sợi mắc.
Ca dao vùng Kẻ Bưởi có câu:
Quay tơ ra mắc, ra mành
Mắc là sợi dọc, mành là sợi ngang
Nốt son anh dệt đầu làng
Nốt cục đem bán cho nàng Kẻ Đơ.
Sợi dệt là chỉ thường bằng len, tơ, hay bông. Ngày nay nhiều sợi nhân tạo bằng nilông bền hơn được dùng trong ngành dệt. Vì sợi mành không bị kéo căng như sợi mắc nên chất liệu dùng cho sợi mành có thể dùng thứ kém hơn, trong khi sợi mắc, vì phải chịu lực căng nên phải dùng chất liệu chắc bền hơn.
Trên khung cửi sợi mành được luồn ngang kéo bằng con thoi giữa hai hàng sợi mắc. Khung cửi cổ truyền không mấy thay đổi cho đến khi cách mạng công nghệ vào thế kỷ 18 giúp tăng tốc độ dệt khi máy dệt xuất hiện vào năm 1785.